# Aulnoy-lez-Valenciennes
Aulnoy-lez-Valenciennes è un comune francese di 7 387 abitanti situato nel dipartimento del Nord, nella regione dell'Alta Francia.
I suoi abitanti si chiamano Aulnésiens.
Il territorio comunale è attraversato dal fiume Rhonelle.

## Società

### Evoluzione demografica
Abitanti censiti